# 昂布利蒙
昂布利蒙（法語：Amblimont，法語發音：[ɑ̃blimɔ̃]）是法国大東部大區阿登省的一个旧市镇，属于色当区。2016年，昂布利蒙与市镇穆宗合并为新的穆宗。

## 地理
昂布利蒙（49°37'44"N, 5°3'42"E）面积7.4 平方千米，位于法国大東部大區阿登省，该省份为法国北部内陆省份，西接埃纳省，南至马恩省，东临默兹省，北与比利时接壤。
与昂布利蒙接壤的市镇（或旧市镇、城区）包括：厄伊和隆比、迈里、穆宗、维莱德旺穆宗。

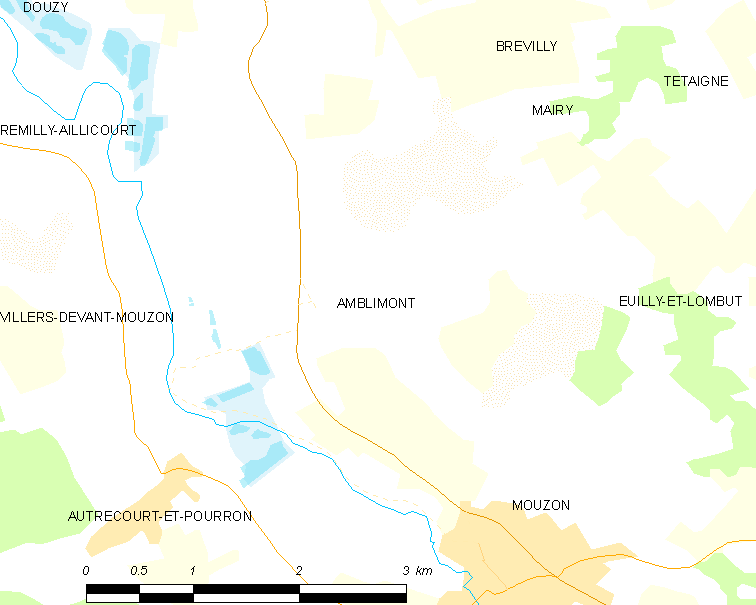
昂布利蒙的OSM定位图

昂布利蒙的时区为UTC+01:00、UTC+02:00（夏令时）。

## 行政
昂布利蒙的邮政编码为08210，INSEE市镇编码为08009。

## 政治
昂布利蒙所属的省级选区为卡里尼昂县。

## 人口

1962-2008年间昂布利蒙人口变化图示

昂布利蒙于2018年1月1日时的人口数量为216人。